# Richard Friedenberg
Richard Friedenberg (* in Westchester County, New York) ist ein US-amerikanischer Drehbuchautor, Regisseur und Produzent.

## Biografie
Nach einem Studium der Englischen Literatur an der University of Michigan und akademischer Arbeit an der Sorbonne in Paris trat er einer Filmgesellschaft in Boston bei, wo er seine ersten Lehrfilme schrieb und gestaltete. 1974 begann seine Karriere mit der Regiearbeit zum Film Der Mann in den Bergen. Drei Jahre später schrieb und produzierte er die gleichnamige Fernsehserie, die unter dem Titel Der Mann in den Bergen vor allem in Deutschland ein großer Erfolg war.
1978 drehte er für das US-Fernsehen The Deerslayer, eine Literaturverfilmung, die auf dem Buch Der Wildtöter von James Fenimore Cooper basiert. 1979 entstand mit The Bermuda Triangle, ein Spielfilm nach dem gleichnamigen Buch von Charles Berlitz, sein erster erfolgreicher Kinofilm.
1981 schrieb er das Drehbuch zum Roger Young-Film Bitter Harvest mit Ron Howard, für das er seine erste Emmy-Award-Nominierung erhielt. Sein nächstes Werk war Trage deines Bruders Bürde von 1986 mit James Garner.
1991 schrieb er das Drehbuch zum Joel-Schumacher-Film Entscheidung aus Liebe – Die Geschichte von Hilary und Victor (mit Julia Roberts). 1992 wählte Robert Redford ihn als Drehbuchautor für seinen Film Aus der Mitte entspringt ein Fluss. Friedenberg hielt sich dicht an die poetische Romanvorlage und erhielt eine Academy-Award-Nominierung.
1996 drehte er mit Timothy Hutton den Film Mr. und Mrs. Loving. 1997 entstand auf der Grundlage von Forrest Carters Novelle Der Stern der Cherokee (The Education of Little Tree) der Film Indianersommer – Die Abenteuer des kleinen Indianerjungen Little Tree, über einen kleinen Indianerjungen, der während der Depressionszeit seine Eltern verliert.
2001 erhielt er eine weitere Emmy-Nominierung für seinen Film Snow in August mit Stephen Rea.

## Filmografie

### Regie
- 1974: Der Mann in den Bergen (The Life and Times of Grizzly Addams)
- 1975: Der Einsame in den Bergen (The Adventures of Frontier Fremont)
- 1978: The Deerslayer
- 1979: The Bermuda Triangle
- 1996: Mr. und Mrs. Loving (Mr. and Mrs. Loving)
- 1997: Indianersommer – Die Abenteuer des kleinen Indianerjungen Little Tree (Education of Little Tree) – auch Drehbuch
- 2003: Twelve Mile Road – auch Drehbuch
- 2004: Tagebuch für Nicholas (Suzanne's Diary for Nicholas) – auch Drehbuch

### Drehbuch für Filme anderer Regisseure
- 1981: Bitter Harvest
- 1986: Trage deines Bruders Bürde (The Promise)
- 1991: Entscheidung aus Liebe – Die Geschichte von Hilary und Victor (Dying Young)
- 1992: Aus der Mitte entspringt ein Fluß (A River Runs Through It)
- 2018: Unbroken: Weg der Vergebung (Unbroken: Path to Redemption)

## Auszeichnungen
- 1981 Emmy-Award-Nominierung für Bitter Harvest
- 1992 Academy-Award-Nominierung für Aus der Mitte entspringt ein Fluss
- 2001 Emmy-Award-Nominierung für Snow in August